# Кмитовский музей изобразительного искусства имени И. Д. Буханчука
Кмитовский музей изобразительного искусства имени И. Д. Буханчука (укр. Кмитівський музей образотворчого мистецтва імені Й. Д. Буханчука) — художественный музей социалистического реализма в селе Кмитов Житомирской области.

## История

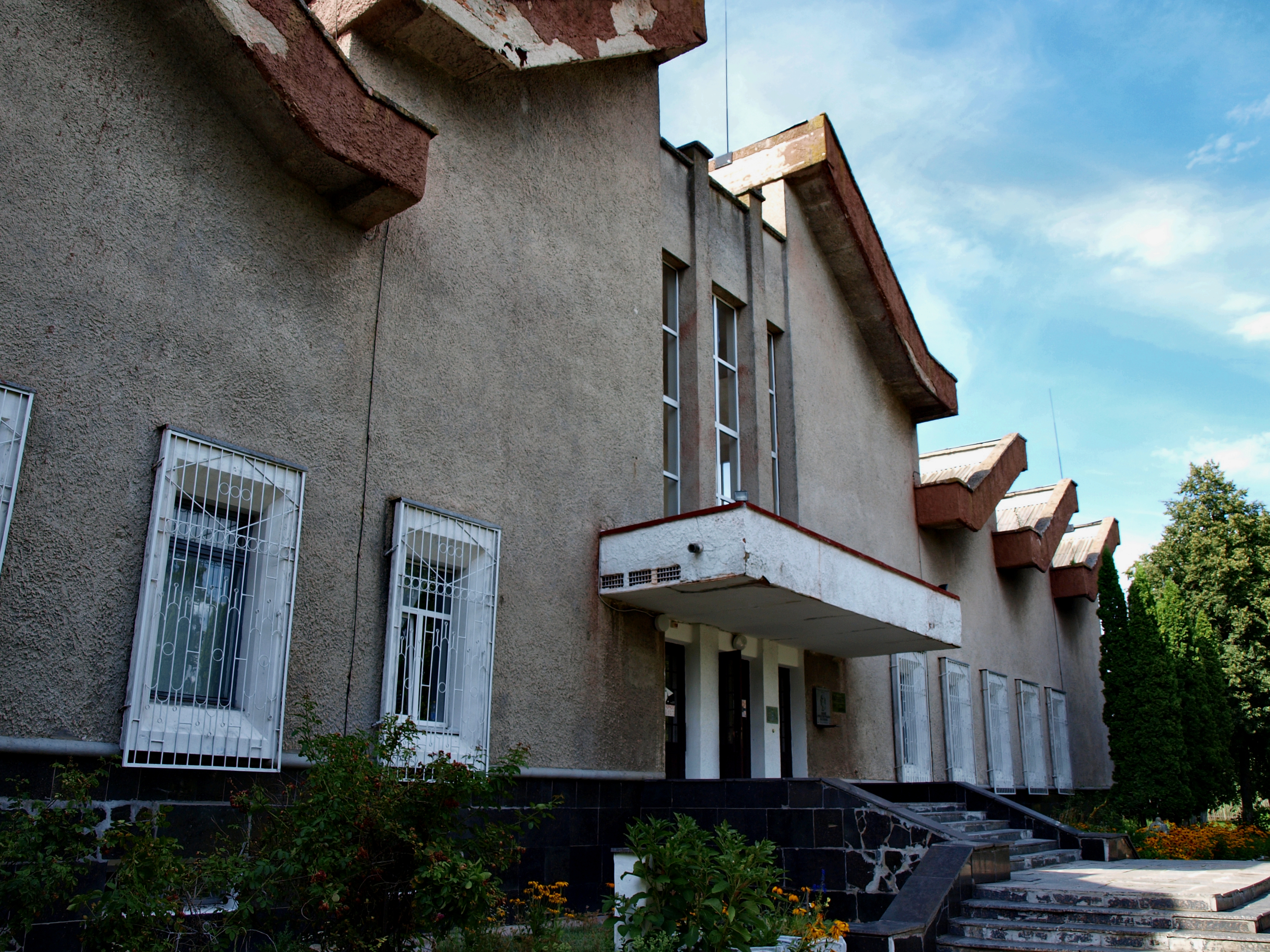
Вход в музей

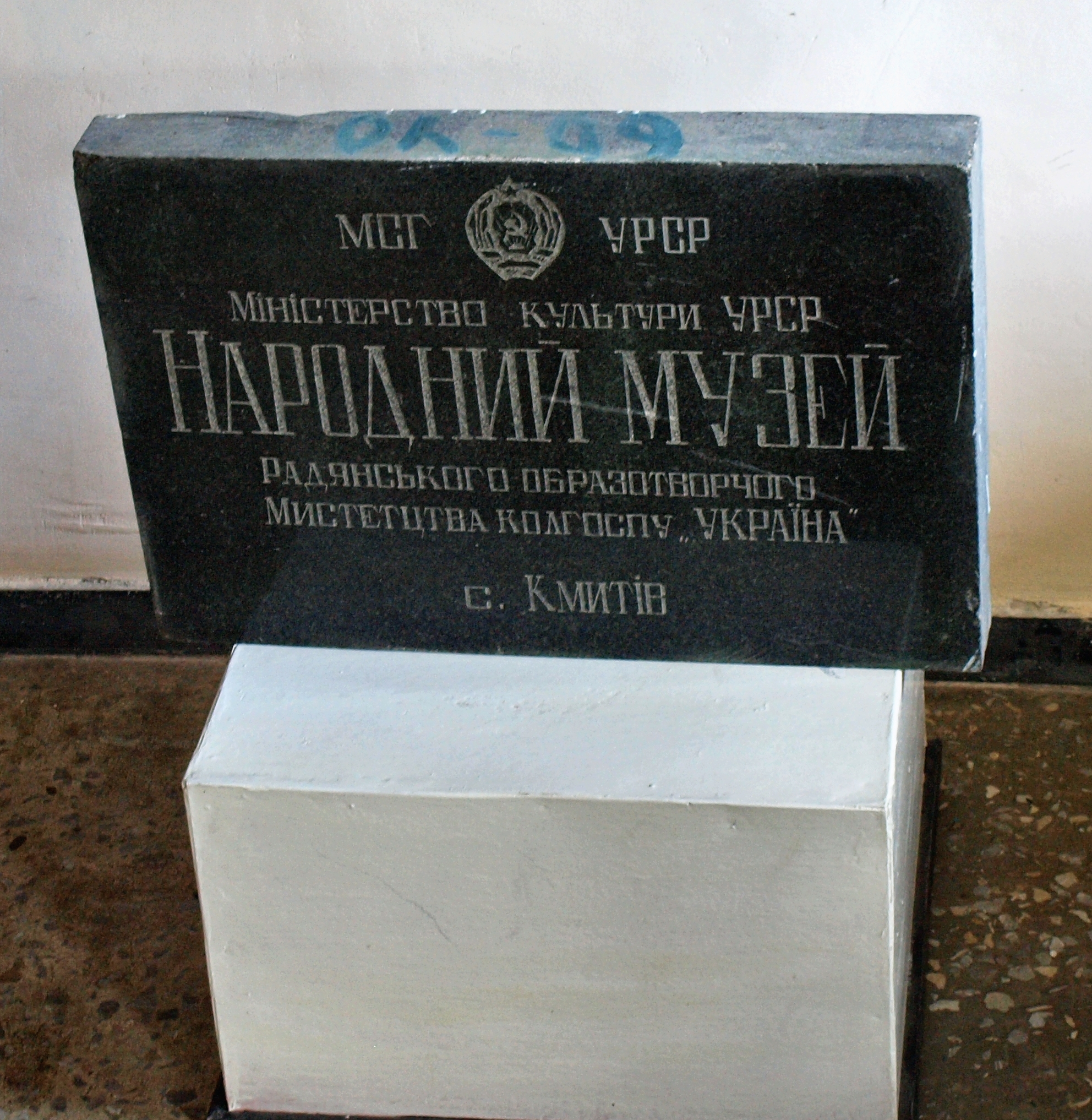
Табличка со старым названием музея

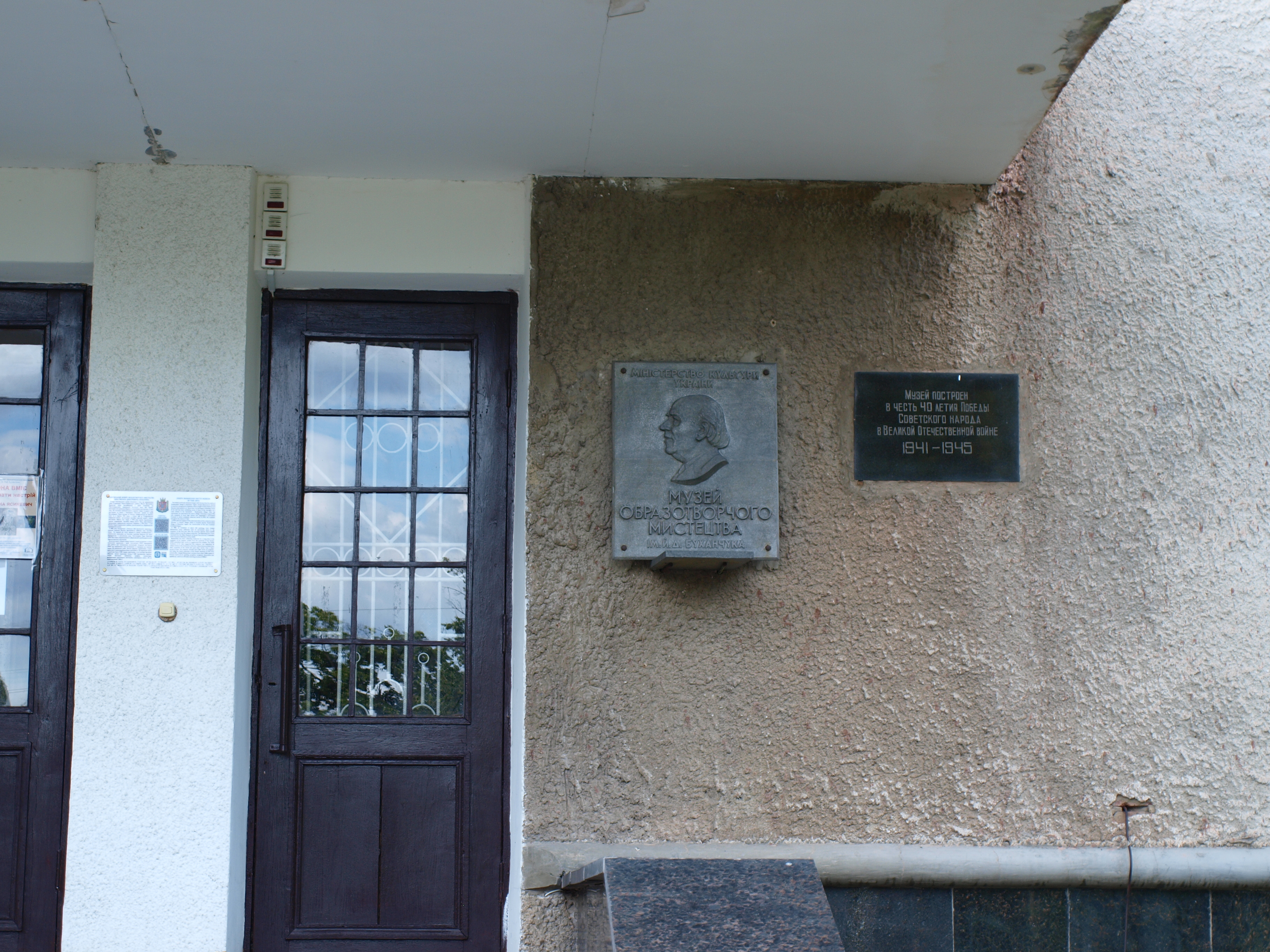
Таблички у входа в музей

Вернувшись из армии, Иосиф Дмитриевич Буханчук (1922—1990) стал преподавателем гражданской обороны в Институте живописи, скульптуры и архитектуры им. И. Е. Репина в Ленинграде. Там он начал коллекционировать произведения искусства, которые затем начал показывать в коридорах школы родного села Студеница Житомирской области. В 1974 году коллекция из 130 произведений стала музейным собранием. В 1977 году музей наградили дипломом первой степени на республиканском смотре народных музеев.
В 1985 году при содействии колхоза «Украина» в соседнем селе Кмитов было построено модернистское здание для Народного музея советского искусства. Главным архитектором индивидуального проекта выступил Михаил Северов из Ленинграда под руководством Игоря Фомина. Одной из причин размещения музей в Кмитове, стало расположение села на автомобильной трассе Киев — Житомир. За первый год существования музея его посетило порядка 40 тысяч человек. В 1988 году музей получил дипломом ВДНХ УССР третей степени.
После провозглашения независимости Украины решением Кабинета министров Украины от 27 ноября 1991 года музей был переименован в Кмитовский музей изобразительного искусства имени И. Д. Буханчука.
В 2004 году в музее была обнаружена подмена оригинальных работ фальшивыми. Злоумышленникам удалось заменить работы художников Татьяны Яблонской и Василия Непийпиво. Данное событие послужило причиной увольнения директора музея. Правоохранителям в итоге удалось найти лишь подлинник работы Василия Непийпиво.
В ночь с 31 января на 1 февраля 2009 года из музея было похищено 17 картин, стоимость которых оценивалась в 100 тысяч гривен. Сотрудники Службы безопасности Украины 8 апреля 2009 года в Киеве провели спецоперации в Киеве, благодаря чему удалось вернуть 11 из 17 украденных картин.
С принятием на Украине закона о декоммунизации около 50 экспонатов было убрано в хранилище музея.
Летом 2018 года в музее появились активисты культуроведческих экспедиций «ДЕ НЕ ДЕ», изучающие советское искусство и провинциальные музеи. Активисты «ДЕ НЕ ДЕ» начали собирать деньги для музея и помогать в его популяризации. Так, они взялись за страницу музея в социальной сети Facebook, назвав её Кмитовский музей советского искусства. В августе 2019 года название страницы вызвала негативную реакцию у депутатов Житомирского областного совета Елены Галагузы (Самопомощь) и Сидора Кизина (ВО «Свобода»). Депутаты обвинили музей в нарушении закона о декомунизации и потребовали уволить директора музея Ярослава Хитрого.

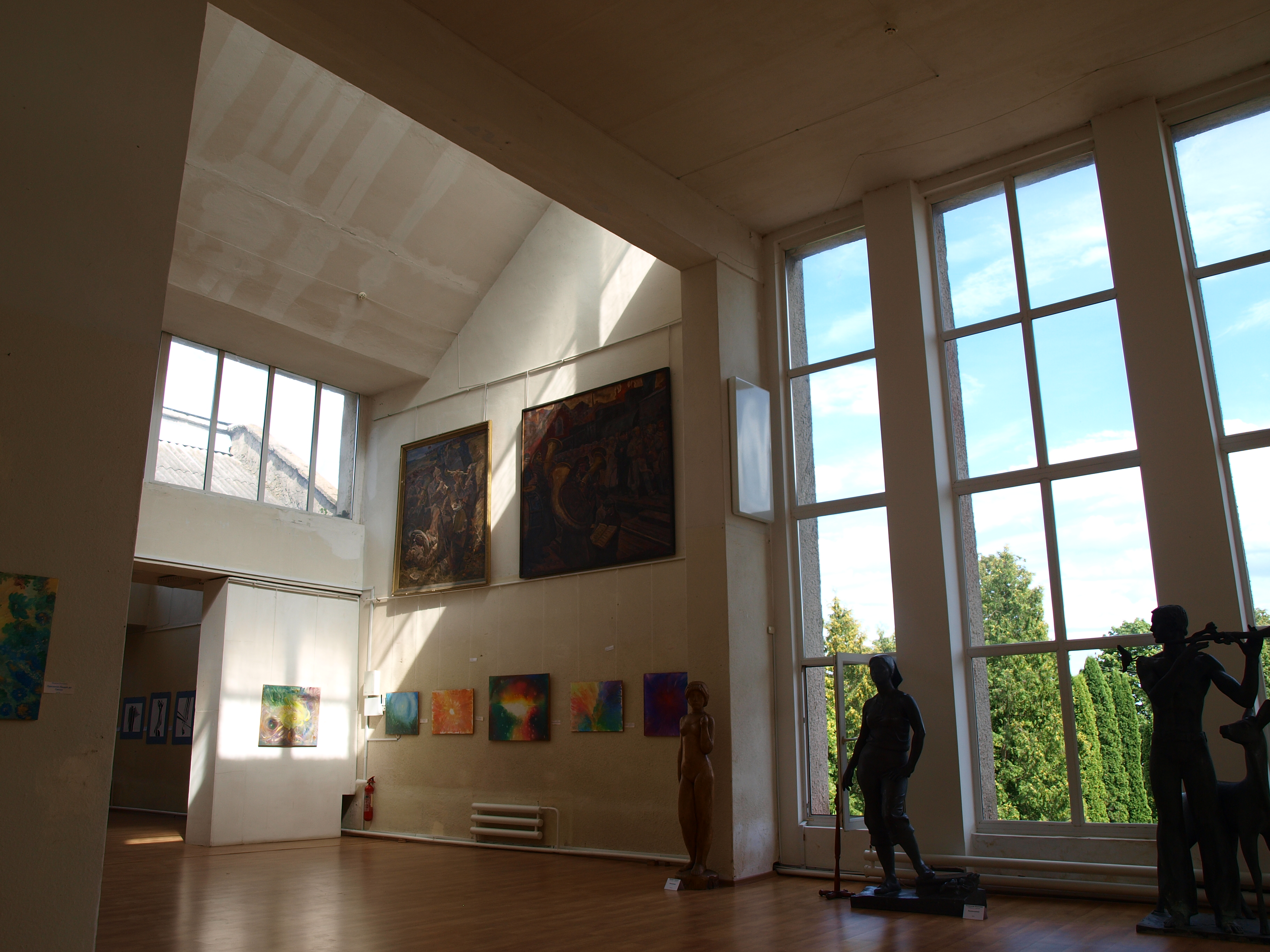
Музей в 2020 году

При поддержке Украинского культурного фонда в музее было открыто отделение современного искусства, которое возглавил художник Никита Кадан, ставший заместителем директора музея. В конце октября 2019 года в музее открылась выставка современных художников «Непослушные тела». Выставка была раскритикована газетой «Житомирщина», а Житомирская областная государственная администрация потребовала закрыть выставку. В ноябре 2019 года директор музея запретил организатору выставки Евгении Моляр появляться в здании музея.

## Коллекция
Площадь музея составляет около двух тысяч квадратных метров. Основу коллекции музея составляет произведения советского искусства. Всего в музее хранится порядка 2600 экспонатов. Часть фонда музея передала Академия художеств СССР, министерства культуры СССР и УССР, союзы художников республик Советского Союза.
В музее хранятся работы художников: Татьяны Яблонской, Николая Глущенко, Алексея Шовкуненко, Ивана-Валентина Задорожного, Евсея Моисеенко, Виктора Зарецкого, Маргариты Керимовой-Соколовой, Петра Оссовского, Эдите Крастенберг, Аракела Аракеляна, Семёна Чуйкова, Виктора Орешникова, Николая Максименко, Петра Слёты, Николая Варення; графиков: Евгения Кибрика, Георгия Верейского, Михаила Дерегуса, Василия Касияна; скульпторов: Екатерины Белашовой, Игоря Крестовского, Вениамина Пинчука, Владимира Горева, Михаила Грицюка.

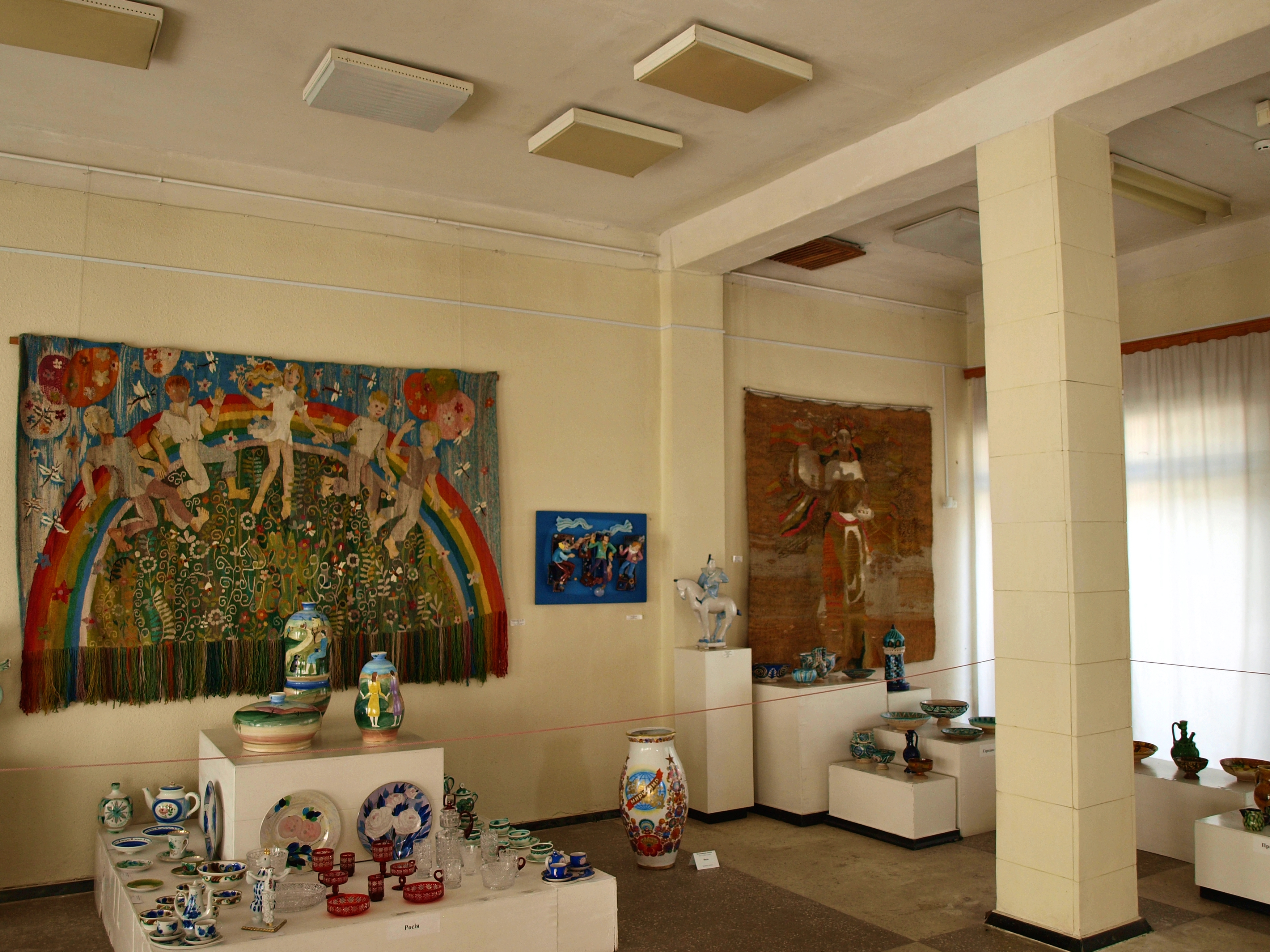
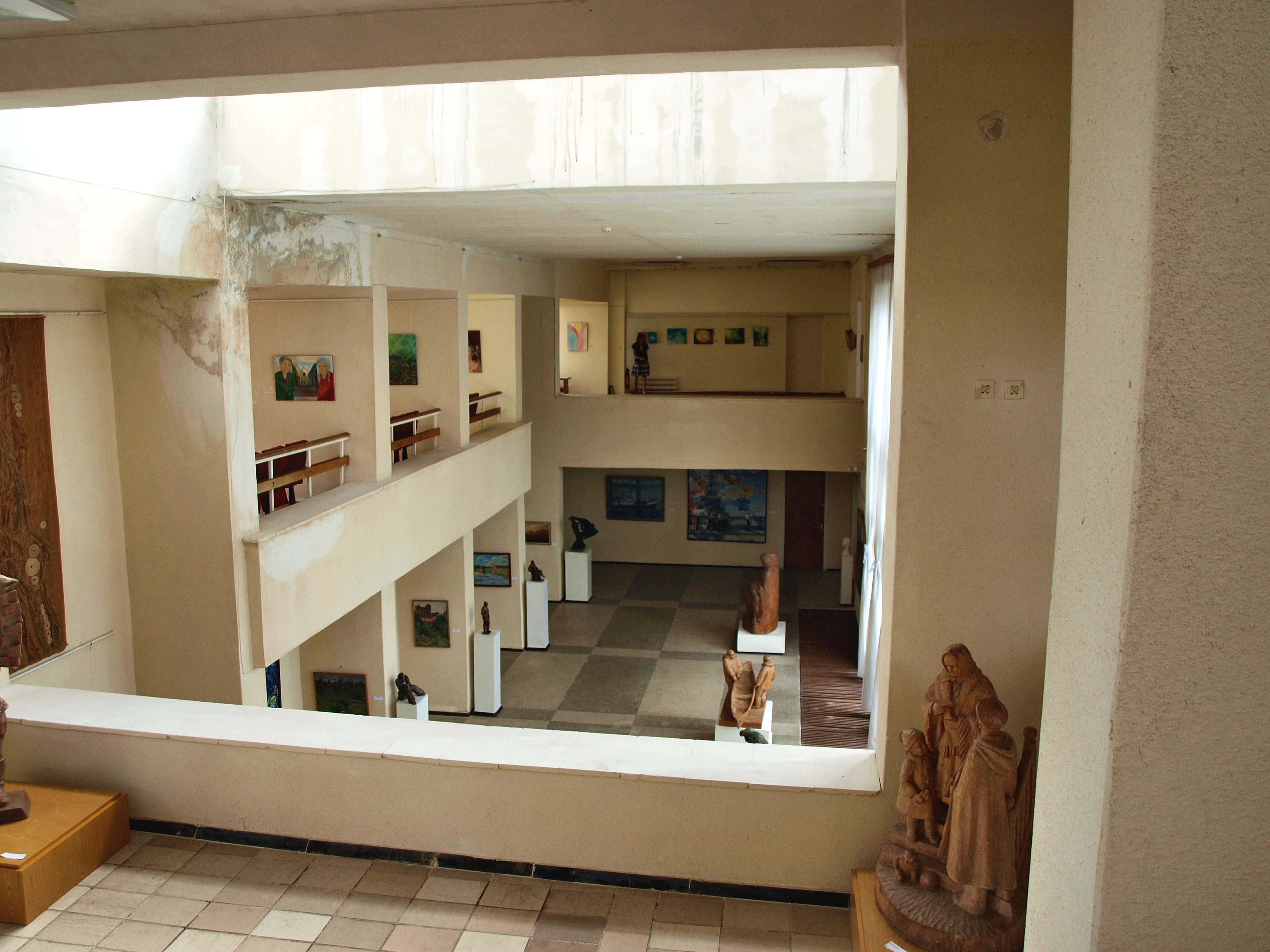
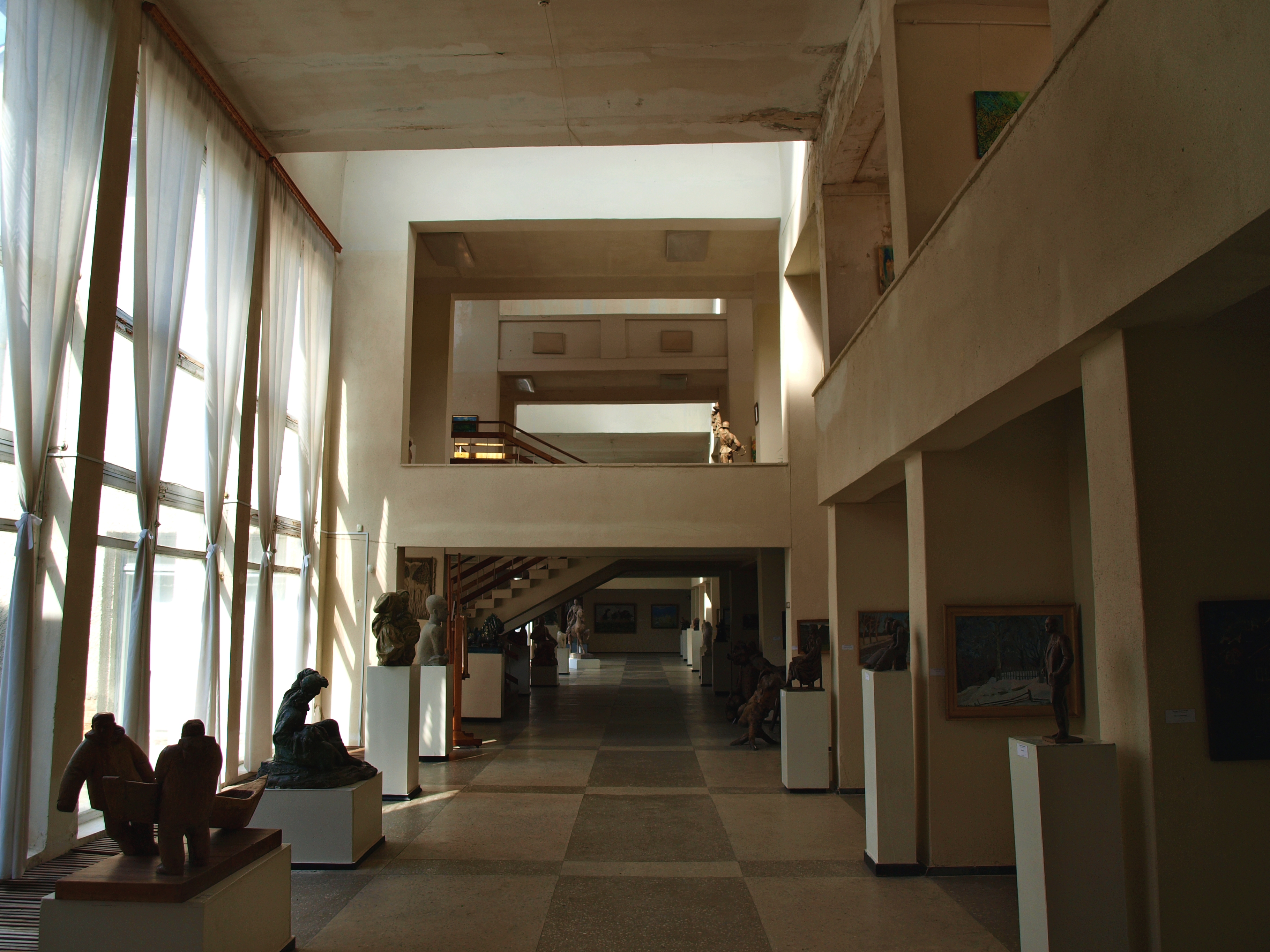